# ルリコンゴウインコ
ルリコンゴウインコ （学名：Ara ararauna）は、コンゴウインコ属に分類される鳥類の一種。

## 分布
南アメリカ大陸のパナマ南部からブラジル、ボリビア、パラグアイとトリニダードにいたる沼沢性熱帯雨林に生息する。トリニダードでは絶滅危惧種である。

## 解説

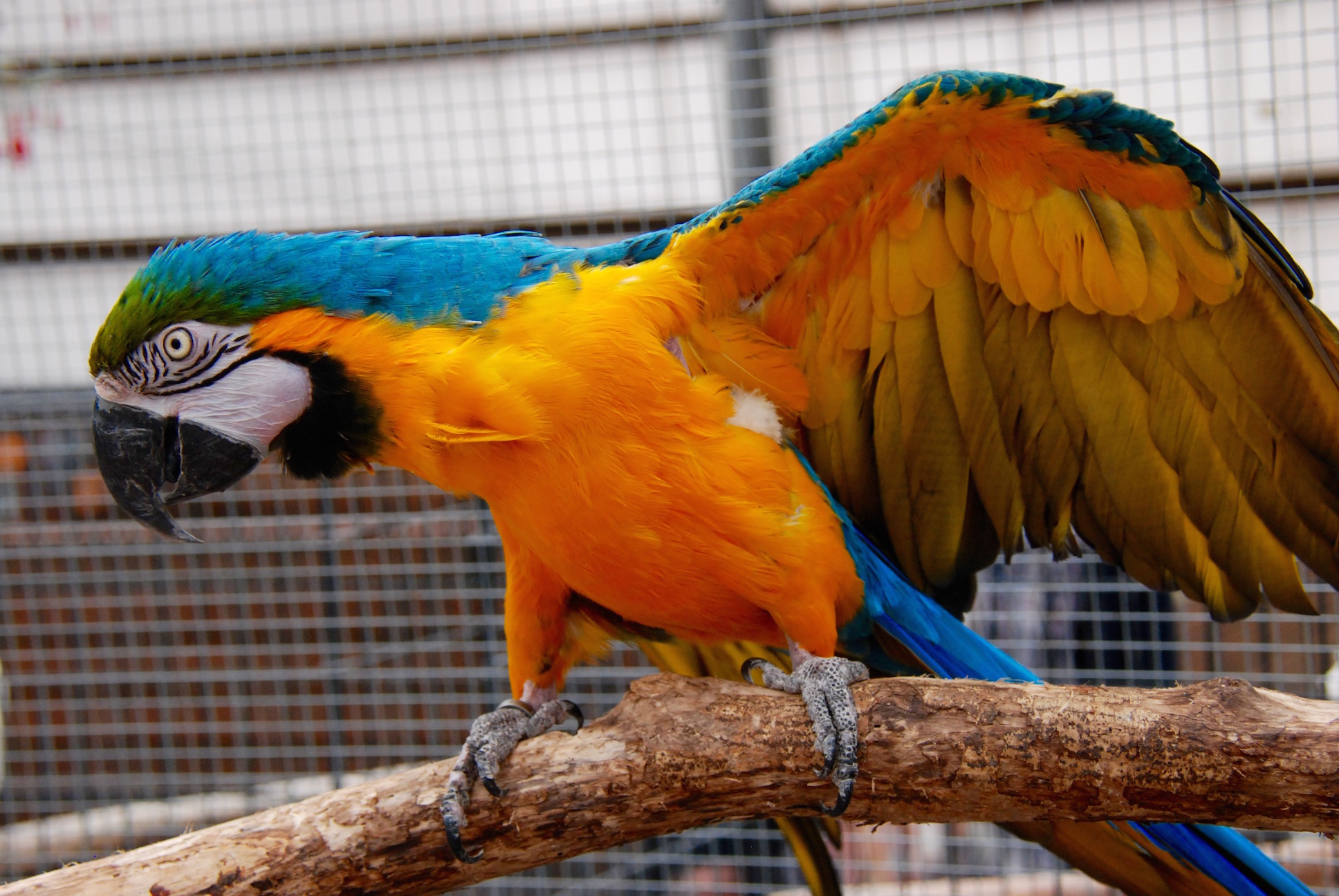
ルリコンゴウインコの翼の内側 (富士花鳥園, 2015年4月19日)

体長 76〜86cm、体重 900g から 1300g にも達することがあり、世界でも最大級のインコのひとつとなっている。青い羽と尾、黒い顎、金色の胸から腹、そして前頭部が緑色と目のさめるような外見をしている。嘴は漆黒でナッツを砕くため大変に強靭である。羽毛のない顔は白く、この鳥が興奮するとピンク色に染まる。そして黒い小さな羽根による線が走る。
生息域によって羽毛にはわずかなバリエーションがある。中には下部の色彩、ことに胸部がもっとオレンジがかったものや“バタースコッチ”色のものもある。これらはしばしばトリニダード産の個体に見られ、その他のものはカリブ海沿岸に見られる。そしてこれは明らかに環境的な要因によるものである。
ルリコンゴウインコは60年以上生きることができ、一般に生涯つがいを守る。木の幹の最上部に巣を作り、雌は通常二個の卵を孵す。その強力な嘴を固いナッツの殻を砕くために、また木に登ったりぶら下がるためにも使う。

## 飼育

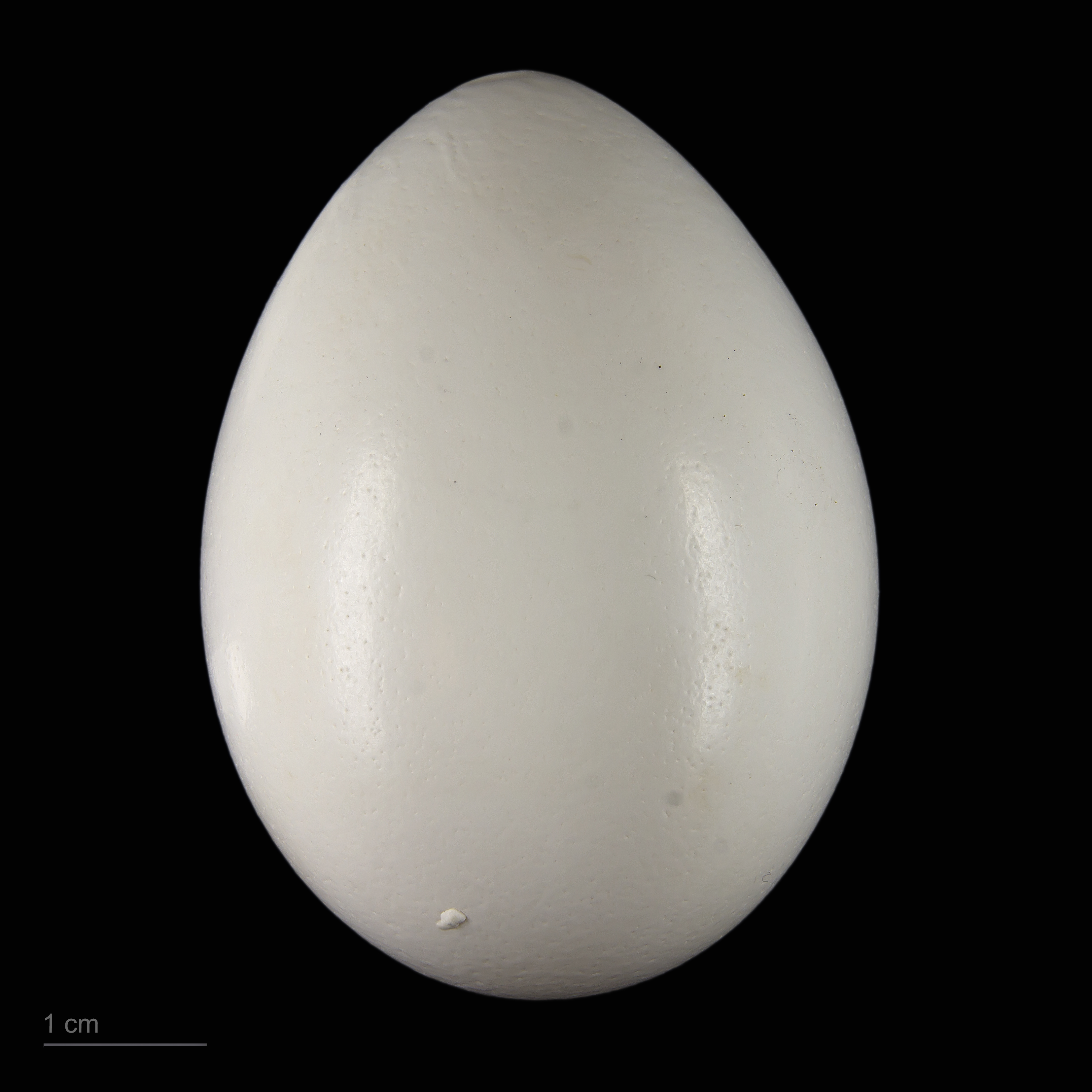
卵

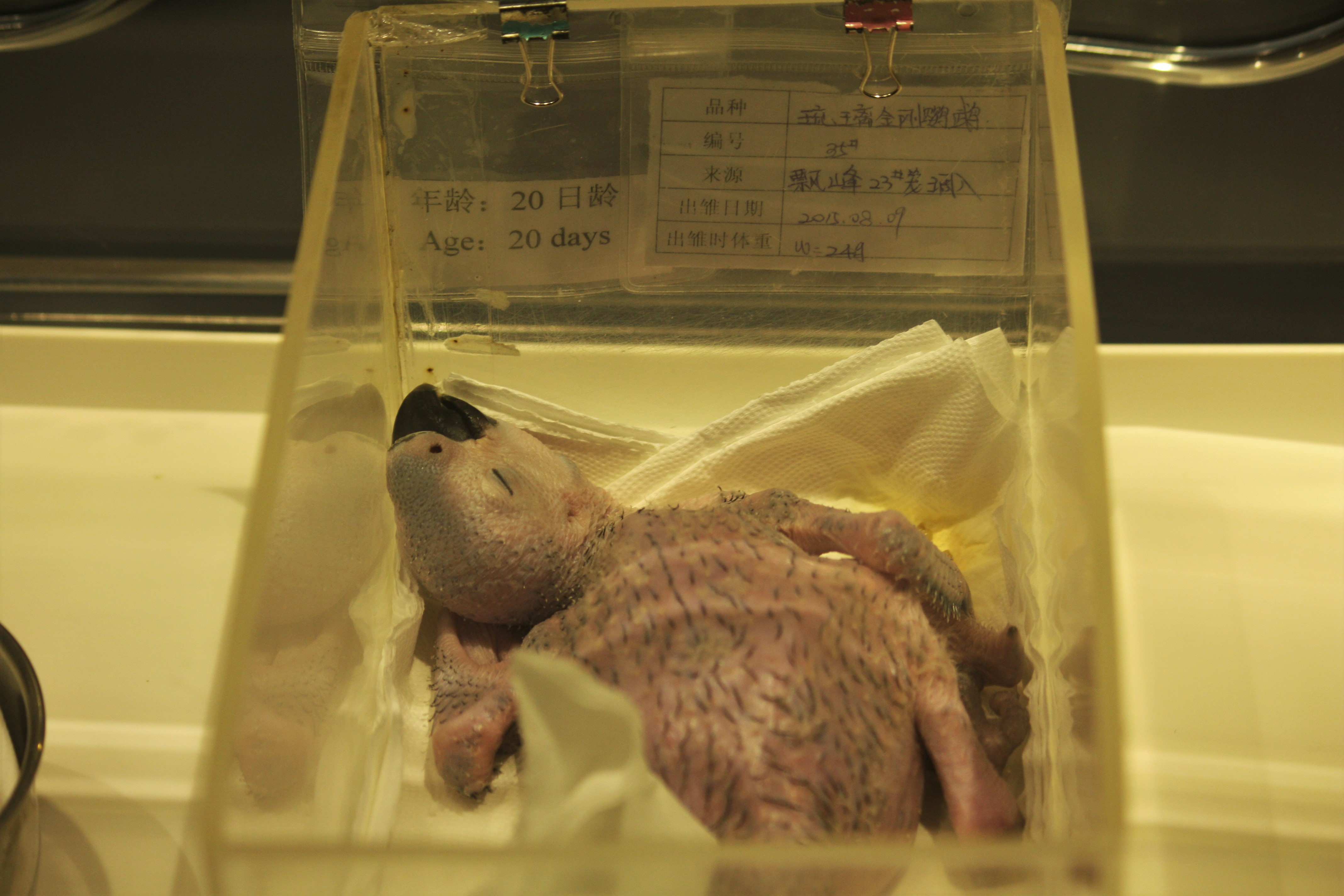
生後20日の子

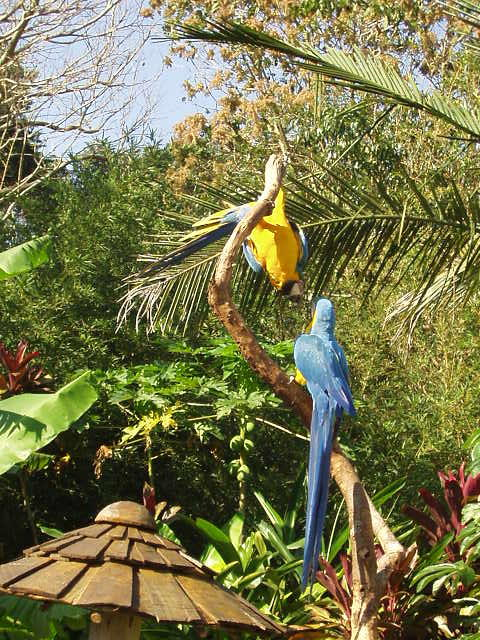
二羽のルリコンゴウインコ、アルゼンチンのプエルトイグアス近郊のバードパークにて

印象的な外見やおしゃべりの能力から、ペットとしてポピュラーであるにもかかわらず北アメリカにおけるルリコンゴウインコ一羽の価格は、1,000 〜2,000 US ドルにも及ぶ。また体が大きいことから家畜化することは難しい。
ルリコンゴウインコの飼育には、イヌやネコのようなもっと伝統的なペットに比べて遥かに多大な努力と知識が要求される。彼らは賢く社会性があるので、十分な世話ができる者にとっては優れた愛らしいコンパニオンアニマルになることができる。ルリコンゴウインコは飼い主たちから"飼い主専用" の鳥以外の何物でもないことで知られており、その飼い主と非常に密接な絆を結ぶ。
非常によく世話されたルリコンゴウインコでさえも“雄たけび”をあげ、そのほかにも大きな声を出すことがある。それでもなお静かにさせることは可能である。大声を出すこと、ことに“群れの呼び鳴き”や物を噛み砕くことは彼らの自然な行動の一部であり、飼育下においてもそれは予想されうることである。ある程度はおもちゃを噛むように仕向けることができるだろう。しかしとりかごに入れずに室内で一羽でおいたコンゴウインコはおそらく部屋の改装にとりかかることだろう。かごの中でたくさんのおもちゃを与えれば、鳥はそういった適切な対象を噛むことに集中して、必要なものを噛み砕かれる被害を軽減することができるかもしれない。
ルリコンゴウインコはさまざまな食餌を必要とする。種子のみの食餌はビタミン欠乏のような健康上の問題を引き起こすことがある。よい食餌の一例としては、良質なペレットミックスに、混合された種子、ナッツとドライフルーツを組合せ、常に新鮮な野菜（葉物と根菜）と果物を与えることがあげられよう。さらにその上、パスタやパンなどのような安全な食物を飼い主の食事とともにとることは広く行われており、そしてインコもそれを楽しんでいる。
バラエティに富んだ食餌を与えるよう努力している間は高脂肪分の食品一般は避けることが重要である。食品の中にはそのグループ全体が鳥類やインコに対して有毒なものがある。サクランボやその他のほとんどのバラ科植物の種子の核、そしてアボカド、チョコレートやカフェインなどはインコに有害である。鳥類においてはチョコレートとカフェインはヒトがそれを代謝するようには代謝されない。バラ科植物の種子には 青酸グリコシドが含まれており、アボカドにはペルシンが含まれているが、これらはいずれも有害な化合物である。

## 参照
- BirdLife International (2004). “Ara ararauna”. IUCN Red List of Threatened Species. Version 2006. International Union for Conservation of Nature. 2006年5月11日閲覧.{{cite web2}}:  CS1メンテナンス: authors引数 (カテゴリ) Database entry includes justification for why this species is of least concern
- Doane, Bonnie Munro & Qualkinbush, Thomas(1994): My parrot, my friend : an owner's guide to parrot behavior. Howell Book House, New York. ISBN 0-87605-970-1
- Richard; O'Neill, John Patton & Eckelberry, Don R.(1991): A guide to the birds of Trinidad and Tobago (2nd edition). Comstock Publishing, Ithaca, N.Y.. ISBN 0-8014-9792-2
- Hilty, Steven L. (2003): Birds of Venezuela. Christopher Helm, London. ISBN 0-7136-6418-5